# Dia Internacional de la lluita contra la islamofòbia
El Dia internacional de la lluita contra la islamofòbia és una celebració internacional proclamada per l'Organització de les Nacions Unides l'any 2022, que té lloc el 15 de març de cada any en uns 140 països d'arreu del món. El propòsit de celebrar aquest dia és mostrar el veritable rostre de l'Islam a aquells que expressen i manifesten la islamofòbia.

## Antecedents
L'islam constitueix la segona religió més gran del món després del cristianisme, que amb més de 2 mil milions de fidels representen el 24,9 % de la població mundial. La islamofòbia és la por, l'odi o el prejudici contra l'islam o els seus creients, anomenats musulmans.
Al llarg de la història, han tingut lloc molts incidents de neteja ètnica de musulmans a tot el món, en particular el genocidi de Ruanda, la matança de Srebrenica, la matança de Sabra i Xatila, i els genocidis en curs dels pobles rohingya i uigur. S'estan demolint mesquites i s'estan prohibint els apòsits islàmics com el hijab en molts països. La islamofòbia es va intensificar després dels atemptats del 11-S, que va causar gran angoixa als musulmans a Europa i als EUA.

## Reconeixement oficial
El 15 de març de 2022, l'Assemblea General de les Nacions Unides va adoptar una resolució per consens, presentada pel Pakistan en nom de l'Organització de la Cooperació Islàmica, que va proclamar el 15 de març com el "Dia Internacional de la lluita contra la islamofòbia". La sol·licitud es va basar en una resolució emesa l'any 1981 en la qual es demanava l'eliminació de totes les formes d'intolerància i de discriminació per motius de religió o de creença.